# Brian Herbert
Brian Herbert (ur. 29 czerwca 1947 w Seattle) – amerykański pisarz science-fiction, syn Franka Herberta i wspólnie z Kevinem J. Andersonem kontynuator sagi o Diunie.

## Twórczość

### Cykle

#### CyklDiuna
Wspólnie z Kevinem J. Andersonem kontynuuje rozpoczętą przez ojca sagę o Diunie:

##### TrylogiaPreludium do Diuny
- Ród Atrydów (House Atreides, 1999)
- Ród Harkonnenów (House Harkonnen, 2000)
- Ród Corrinów (House Corrino, 2001)

##### TrylogiaLegendy Diuny
- Dżihad Butleriański (The Butlerian Jihad, 2002)
- Krucjata przeciw maszynom (The Machine Crusade, 2003)
- Bitwa pod Corrinem (The Battle of Corrin, 2004)

##### Zakończenie cykluDiuna
Dwutomowe zakończenie cyklu Franka Herberta Diuna 7 (tytuł nieoficjalny)
- Łowcy z Diuny (Hunters of Dune, 2006)
- Czerwie z Diuny (Sandworms of Dune, 2007)

##### TetralogiaBohaterowie Diuny
- Paul z Diuny (Paul of Dune, 2008)
- Wichry Diuny (The Winds of Dune, 2009)
- Księżniczka Diuny (Princess of Dune, 2023)[1]
- The Golden Path of Dune (zapowiedziana)

##### TrylogiaWielkie Szkoły Diuny
- Zgromadzenie żeńskie z Diuny (Sisterhood of Dune, 2012)
- Mentaci Diuny (The Mentats of Dune, 2014)
- Nawigatorzy Diuny (Navigators of Dune, 2016)

##### Inne
- Droga do Diuny (The Road to Dune, 2005)
- Tales of Dune (2011)

#### TrylogiaTimeweb Chronicles
- Timeweb (2006)
- The Web and the Stars (2007)
- Webdancers (2008)

#### TrylogiaHell Hole
Napisana wspólnie z Kevinem J. Andersonem.
- Hellhole (2010)
- Hellhole Inferno (zapowiedziana)
- Hellhole Impact (zapowiedziana)

### Pozostałe powieści
- Sidney's Comet (1983)
- The Garbage Chronicles (1985)
- Man of Two Worlds (1986) (wspólnie z ojcem)
- Sudanna, Sudanna (1986)
- Prisoners of Arionn (1987)
- The Race for God (1990)
- Memorymakers (1991) (wspólnie z Marie Landis)
- Blood on the Sun (1996) (wspólnie z Marie Landis)

### Inne
- Classic Comebacks (1981) (zbiór dowcipów)
- Incredible Insurance Claims (1982) (zbiór dowcipów)
- Dreamer of Dune: The Biography of Frank Herbert (2003)
- The Forgotten Heroes: The Heroic Story of the United States Merchant Marine (2004)